# Oritoniscus henrici
Oritoniscus henrici is een pissebed uit de familie Trichoniscidae. De wetenschappelijke naam van de soort is voor het eerst geldig gepubliceerd in 1957 door Albert Vandel.